# Al Ain National Museum

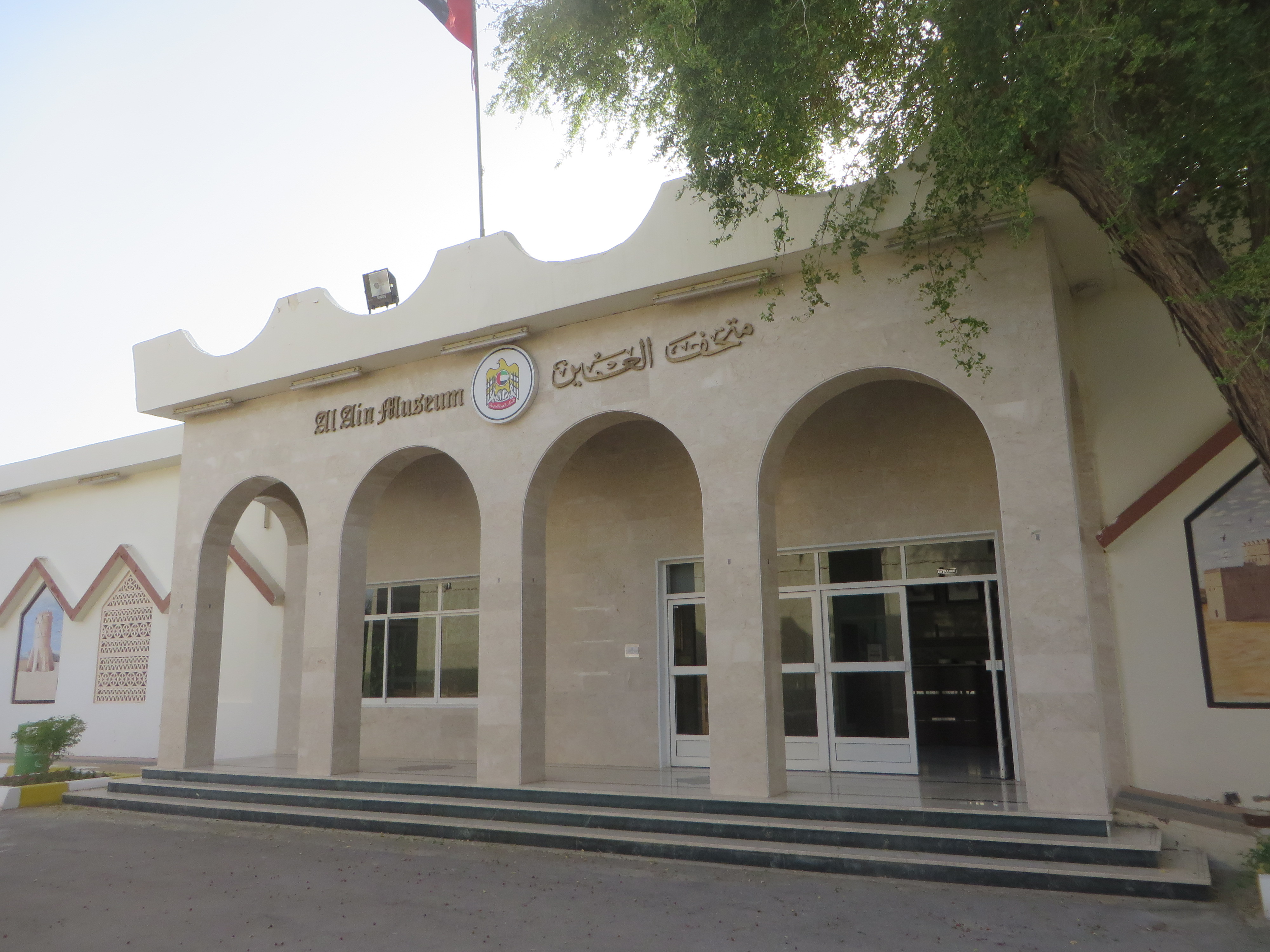
Museum von Al Ain

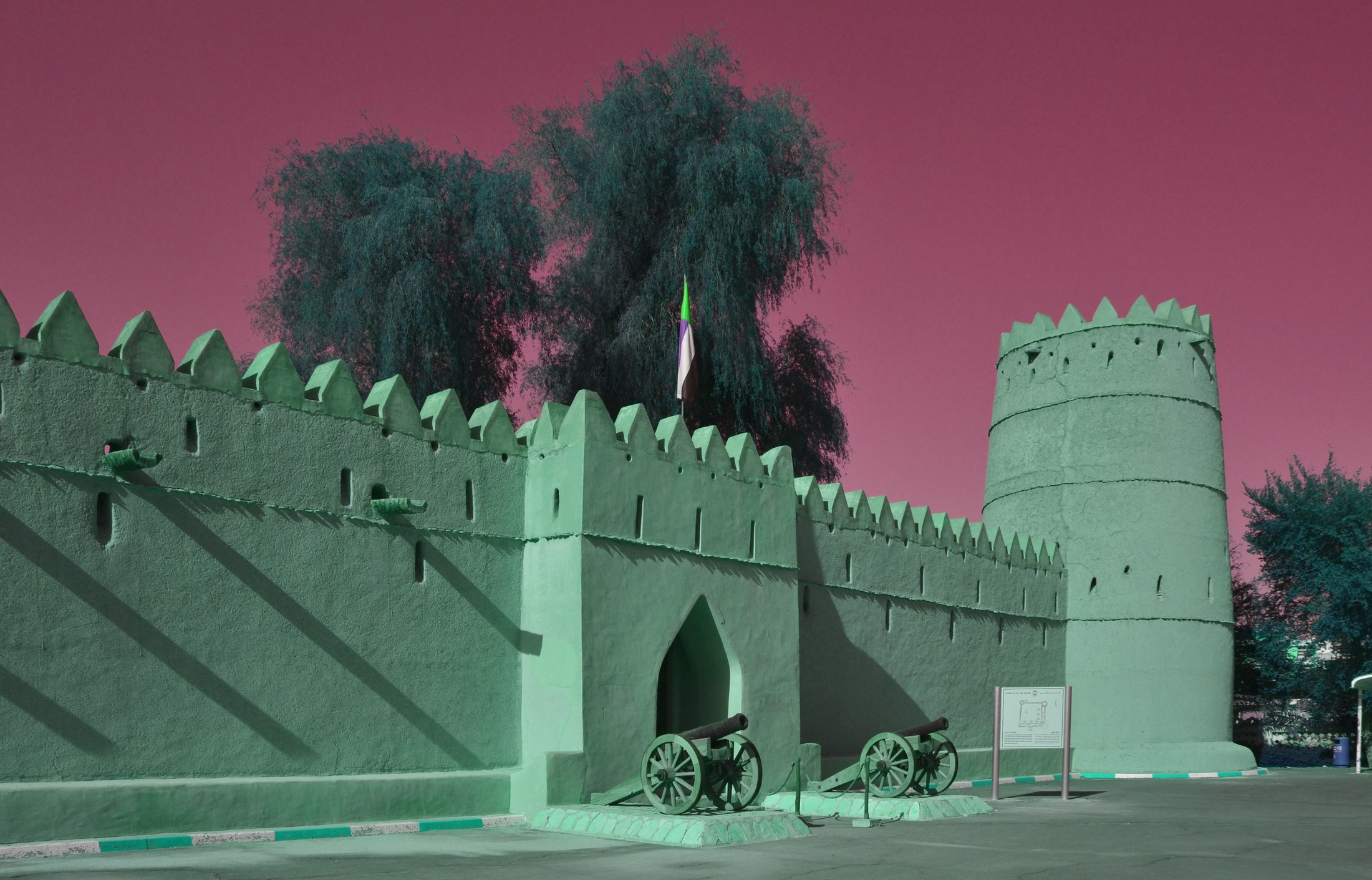
Das Sultan Fort

Das Al Ain National Museum ist das kulturgeschichtliche Nationalmuseum des Emirats Abu Dhabi. Das in der Nähe des Eastern Fort (oder Sultan Fort) in Al Ain gelegene Museum ist gleichzeitig das älteste Museum der Vereinigten Arabischen Emirate.
Das Al Ain National Museum wurde vom früheren Präsidenten der Vereinigten Arabischen Emirate Scheich Zayed bin Sultan Al Nahyan gegründet und am 2. November 1971 durch Scheich Tahnoun bin Mohammad Al Nahyan eröffnet. Das Haus ist in beiden Abteilungen Ethnographie und Archäologie des Emirates gegliedert. Glanzlichter der Ausstellung sind unter anderen archäologische Funde der Bronzezeit aus dem Hili Archaeological Park oder Feuersteingeräte aus dem 5. Jahrtausend vor Chr.